# Tuttell Point
Der Tuttell Point ist eine eisfreie Landspitze im Zentrum des Südufers von Heald Island vor der Scott-Küste des ostantarktischen Viktorialands. Sie ragt 11,7 km nordwestlich des Gandalf Ridge und rund 16 km westlich des Discovery-Gletschers in den Koettlitz-Gletscher.
Das Advisory Committee on Antarctic Names benannte sie 2012 nach Lieutenant Commander Robert Joseph Tuttell, Pilot der Flugstaffel VXE-6 der United States Navy in Antarktika von November 1983 bis Februar 1986.